# Tom Poes en de stamboom
Tom Poes en de stamboom is een ballonstripverhaal uit de Tom Poes -reeks van Marten Toonder. 
Het verhaal werd eerst gepubliceerd in het tijdschrift Revue, in de nummers 31 t/m 43 van 1963. In 1970 gaf Coöperatieve Condensfabriek Friesland een album uit waarin dit verhaal was samengevoegd met Tom Poes en de sappeljuwelen; consumenten konden met spaarpunten en een bijbetaling het album bestellen. In 1995 en 2011 volgden heruitgaven.

## Samenvatting
Heer Bommel en Tom Poes komen tijdens een wandeling door het Donkere Bomen Bos in een stamboomgaard terecht. De beheerder wil ze wel de stamboom van Heer Bommel tonen. Dat blijkt een lelijk ding te zijn, en dus wil Heer Bommel een betere. De beheerder weigert eerst, maar stemt na waarschuwingen toch in en geeft hun een vrucht mee van een andere stamboom. 
Heer Bommel plant de vrucht bij Bommelstein, en spoedig staat er een boompje. Meteen belt de gemeente met de mededeling dat Heer Bommel eigenlijk de Hertog van Bommelerhof is. Daarop duiken zijn neven op, die het op de erfenis voorzien hebben. Heer Bommel blijft ze uiteraard vertrouwen, terwijl Tom Poes steeds de aanslagen verijdelt. Als uiteindelijk de stamboom vernield wordt, is Heer Bommel dus meteen geen Bommelerhof meer, en dus niet meer interessant voor de neven. Heer Bommel beseft eindelijk dat Tom Poes gelijk had. 
Maar de ellende is nog niet voorbij, want ambtenaar Dorknoper deelt hem mee dat hij nu een niemand is. Daarop gaan ze terug naar de stamboomgaard. De beheerder zegt dat het mogelijk is om weer een Bommel te worden, maar daarvoor moet letterlijk door de zure appel heen gebeten worden. Met tegenzin doet heer Bommel dat, en hierdoor komt alles weer in orde.